# Betton
Pour les articles homonymes, voir Betton (homonymie).
Ne pas confondre avec Betton-Bettonet, commune de Savoie.
Cet article possède des paronymes, voir Beton, Béton et Béton (roman).
Betton est une commune française de Rennes Métropole située dans le département d'Ille-et-Vilaine, en région Bretagne.
En 2022, avec 12 775 habitants, elle est la 8e commune la plus peuplée d'Ille-et-Vilaine et la 30e de Bretagne.

## Géographie

### Localisation et communes limitrophes
La commune de Betton est située au centre géographique du département d'Ille-et-Vilaine, à 9 km au nord de Rennes, entourée par les axes Rennes/Saint-Malo et Rennes/Mont-Saint-Michel. Elle occupe une colline qui domine les cours de l'Ille et du canal d'Ille-et-Rance.

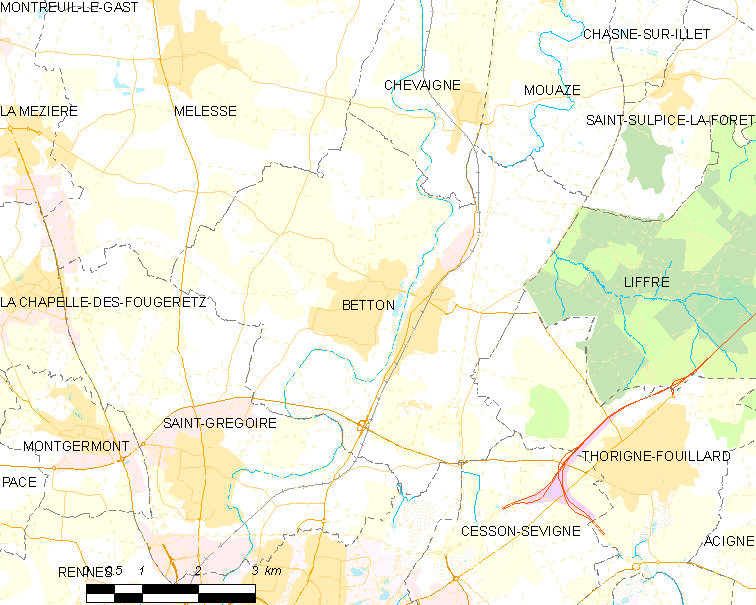
La carte de la commune de Betton.

| Melesse        | Chevaigné, Mouazé | Saint-Sulpice-la-Forêt     |
|                | Betton            | Liffré, Thorigné-Fouillard |
| Saint-Grégoire | Rennes            | Cesson-Sévigné             |

### Géologie et relief
Betton se situe dans les vallées de l'Ille et de ses affluents. Son point le plus bas se trouve au sud du territoire de la commune, à l'exutoire de l'Ille aux environs de 27 m. Les points les plus élevés se situent à l'est et à l'ouest, aux environs de 90 m.

### Hydrographie
Pour un article plus général, voir Réseau hydrographique d'Ille-et-Vilaine.
La commune est située dans le bassin Loire-Bretagne. Elle est drainée par le canal d'Ille et Rance, l'Ille, l'Illet, le Quincampoix, le Caleuvre, la Gravelle et le ruisseau de la Gravelle, et un autre petit cours d'eau,.
Le canal d'Ille-et-Rance est un canal, chenal et un cours d'eau naturel navigable, d'une longueur de 84 km, prend sa source dans la commune de Montreuil-sur-Ille et se jette  dans l'Ille à Saint-Grégoire, après avoir traversé 25 communes. 
L'Ille, d'une longueur de 49 km, prend sa source dans la commune de Dingé et se jette  dans la Vilaine à Rennes, après avoir traversé onze communes. 
L'Illet, d'une longueur de 34 km, prend sa source dans la commune de Saint-Aubin-du-Cormier et se jette  dans l'Ille sur la commune, après avoir traversé neuf communes. 
Le Quincampoix (canal d'Ille-et-Rance), d'une longueur de 10 km, prend sa source dans la commune de Montreuil-le-Gast et se jette  dans le Canal d'Ille-et-Rance  sur la commune, après avoir traversé quatre communes. 

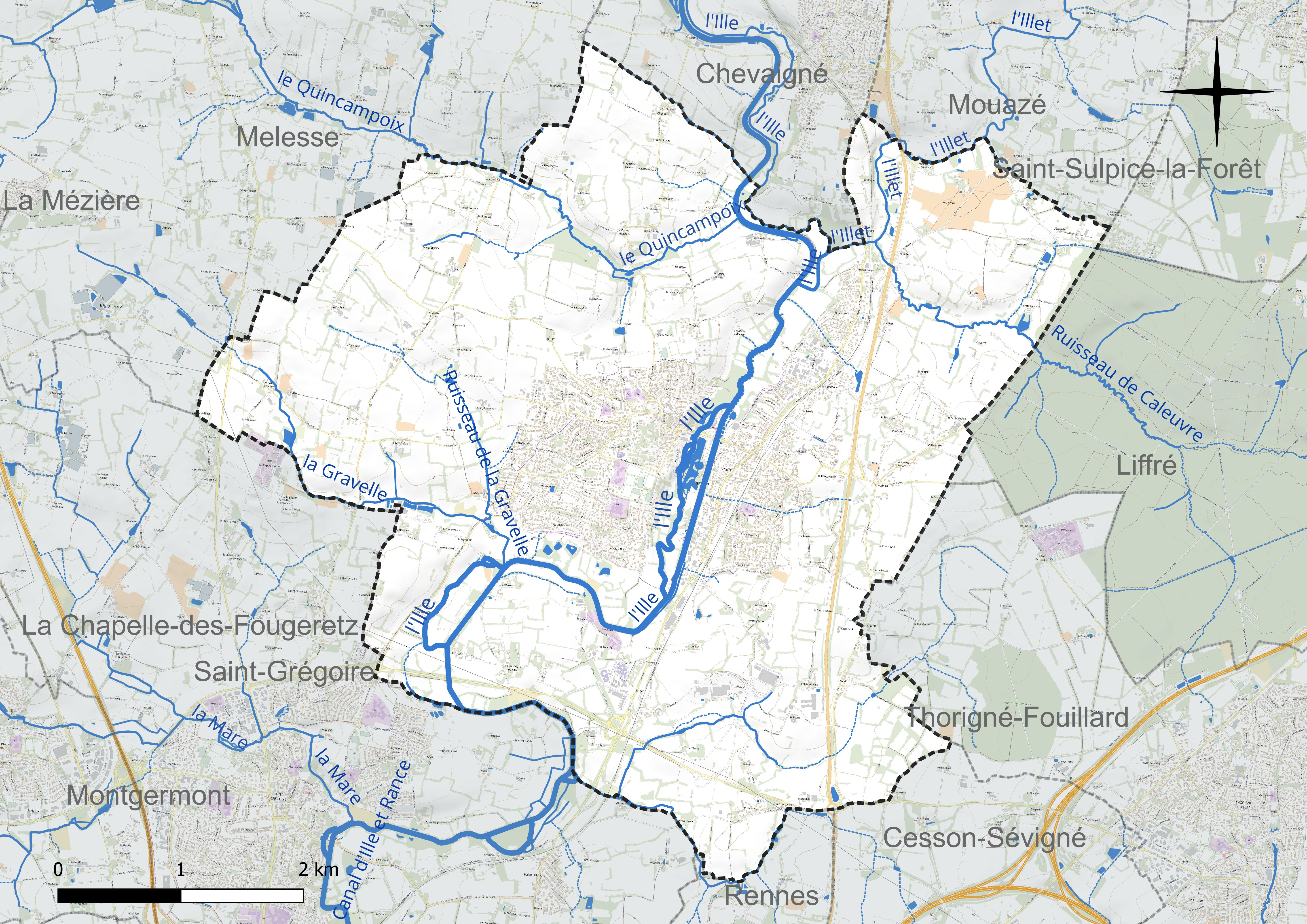
Réseau hydrographique de Betton.

### Climat
Pour des articles plus généraux, voir Climat de la Bretagne et Climat d'Ille-et-Vilaine.
En 2010, le climat de la commune est de type climat océanique altéré, selon une étude du CNRS s'appuyant sur une série de données couvrant la période 1971-2000. En 2020, Météo-France publie une typologie des climats de la France métropolitaine dans laquelle la commune est exposée à un climat océanique et est dans la région climatique  Bretagne orientale et méridionale, Pays nantais, Vendée, caractérisée par une faible pluviométrie en été et une bonne insolation. Parallèlement l'observatoire de l'environnement en Bretagne publie en 2020 un zonage climatique de la région Bretagne, s'appuyant sur des données de Météo-France de 2009. La commune est, selon ce zonage, dans la zone « Sud Est », avec des étés relativement chauds et ensoleillés.  
Pour la période 1971-2000, la température annuelle moyenne est de 11,5 °C, avec une amplitude thermique annuelle de 12,8 °C. Le cumul annuel moyen de précipitations est de 737 mm, avec 11,5 jours de précipitations en janvier et 6,4 jours en juillet. Pour la période 1991-2020, la température moyenne annuelle observée sur la station météorologique la plus proche, située sur la commune du Rheu à 14 km à vol d'oiseau, est de 12,2 °C et le cumul annuel moyen de précipitations est de 720,4 mm,. Pour l'avenir, les paramètres climatiques de la commune estimés pour 2050 selon différents scénarios d'émission de gaz à effet de serre sont consultables sur un site dédié publié par Météo-France en novembre 2022.

### Transports

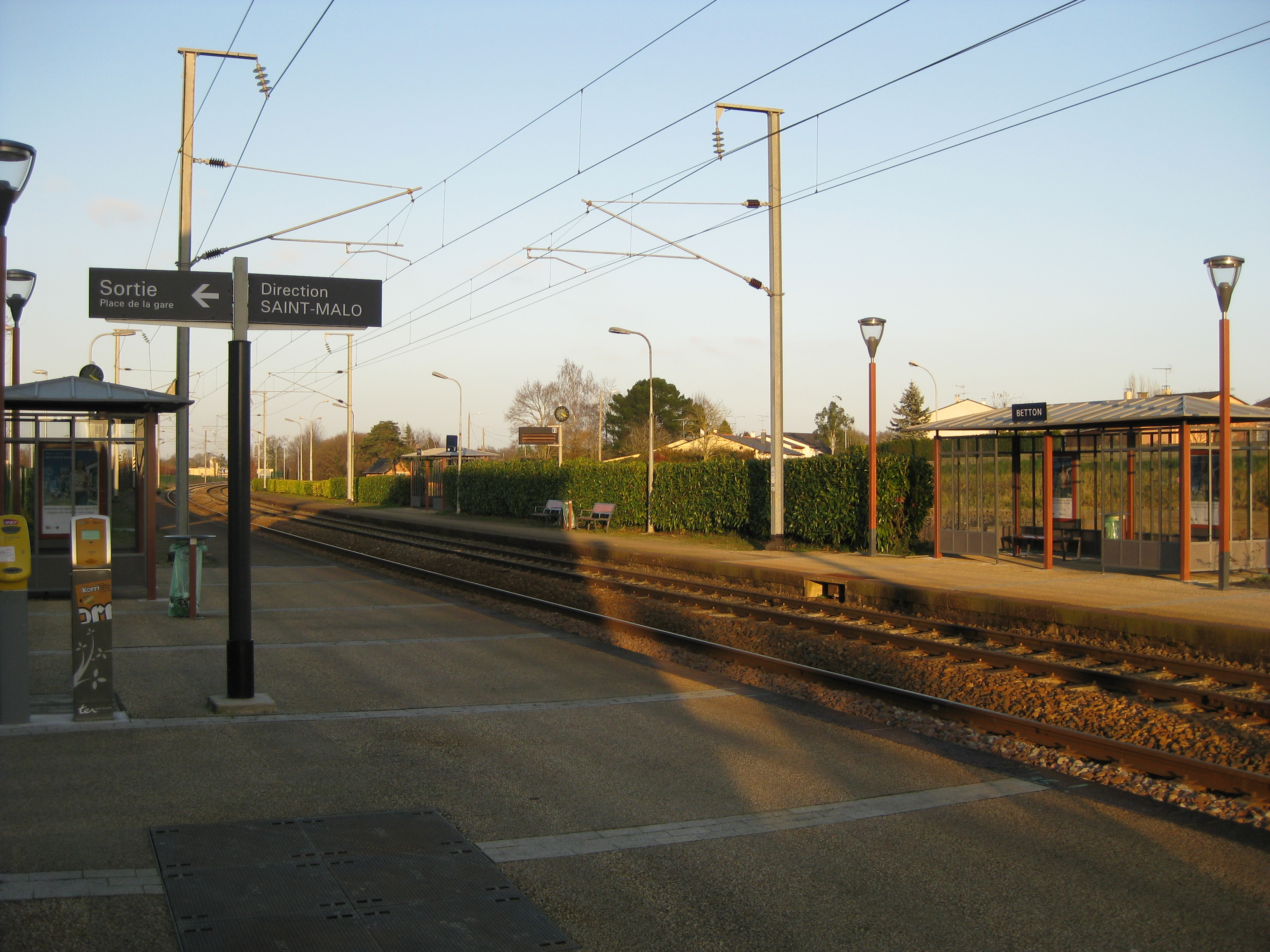
La gare.

Betton est desservie par quatre lignes de bus du réseau de service des transports en commun de l'agglomération rennaise (STAR) :
- 51 pour le secteur Marronniers, Centre-ville et le collège de Betton ;
- 71 pour le secteur de la rue de Rennes, le Centre-ville et le quartier de La Forge et Gentilhommière puis la ville de Chevaigné ;
- 78 pour le Centre-ville et le nouveau quartier de la Renaudais puis Rennes (Villejean-Université) par Saint-Grégoire ;
- 83 en heures de pointe pour le secteur du collège et le centre-ville de Betton, qui emprunte le même trajet que le 51 excepté du fait qu'il ne contourne pas la rue de Rennes.

La gare de Betton est desservie par le TER Bretagne sur la ligne Rennes - Montreuil-sur-Ille.

## Urbanisme

### Typologie
Au 1er janvier 2024, Betton est catégorisée centre urbain intermédiaire, selon la nouvelle grille communale de densité à sept niveaux définie par l'Insee en 2022.
Elle appartient à l'unité urbaine de Rennes, une agglomération intra-départementale regroupant 16  communes, dont elle est une commune de la banlieue,,. Par ailleurs la commune fait partie de l'aire d'attraction de Rennes, dont elle est une commune de la couronne,. Cette aire, qui regroupe 183 communes, est catégorisée dans les aires de 700 000 habitants ou plus (hors Paris),.

### Occupation des sols
L'occupation des sols de la commune, telle qu'elle ressort de la base de données européenne d'occupation biophysique des sols Corine Land Cover (CLC), est marquée par l'importance des territoires agricoles (85,2 % en 2018), en diminution par rapport à 1990 (90,3 %). La répartition détaillée en 2018 est la suivante : 
zones agricoles hétérogènes (33,6 %), terres arables (30,2 %), prairies (21,4 %), zones urbanisées (13,1 %), zones industrielles ou commerciales et réseaux de communication (1,4 %), forêts (0,3 %). L'évolution de l'occupation des sols de la commune et de ses infrastructures peut être observée sur les différentes représentations cartographiques du territoire : la carte de Cassini (XVIIIe siècle), la carte d'état-major (1820-1866) et les cartes ou photos aériennes de l'IGN pour la période actuelle (1950 à aujourd'hui).

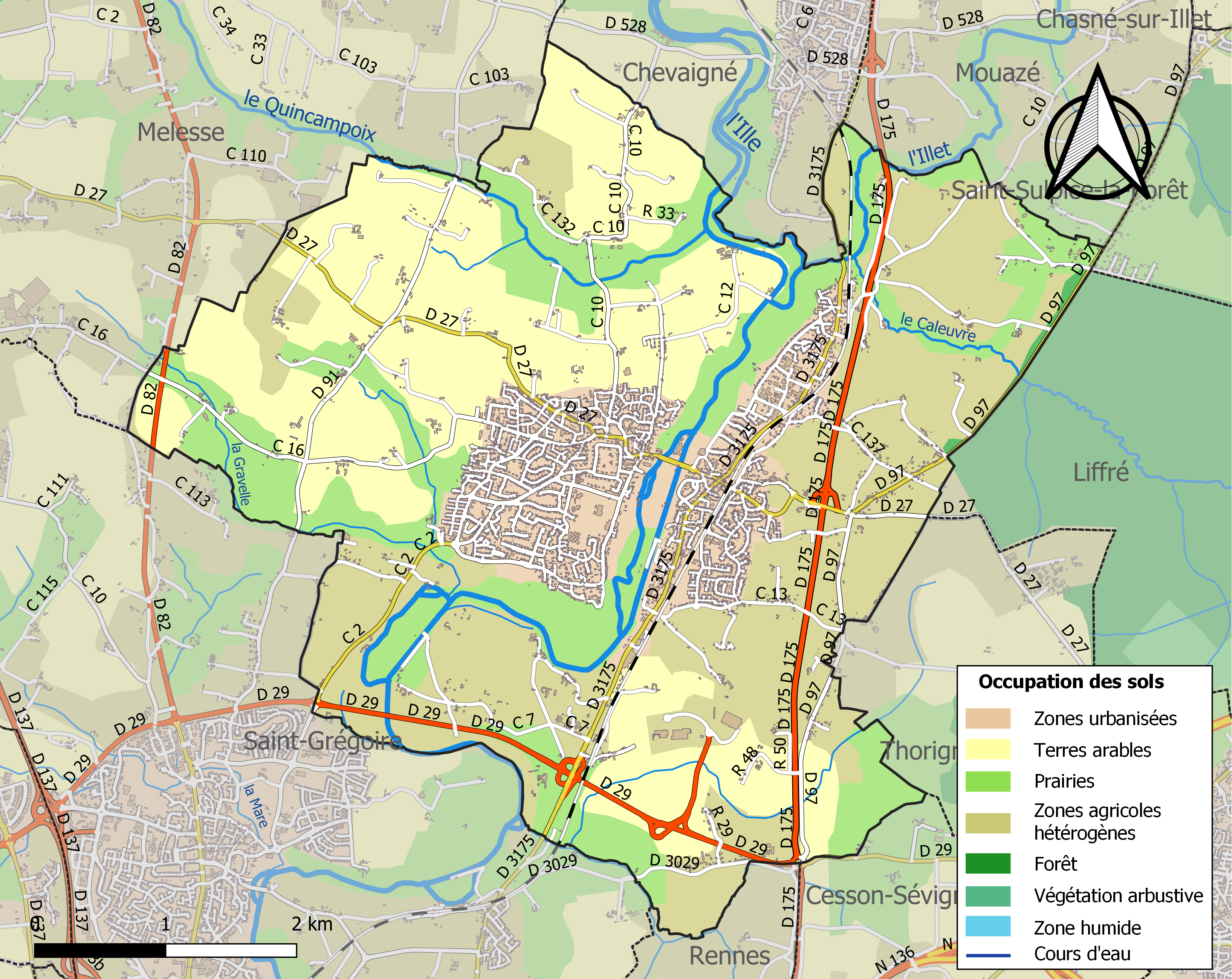
Carte des infrastructures et de l'occupation des sols de la commune en 2018 (CLC).

### Logement
Le tableau ci-dessous présente une comparaison de quelques indicateurs chiffrés du logement pour Betton et l'ensemble de l'Ille-et-Vilaine en 2017,.
|                                                                  | Betton | Ille-et-Vilaine |
| ---------------------------------------------------------------- | ------ | --------------- |
| Parc immobilier total (en nombre d'habitations)                  | 5 173  | 546 440         |
| Part des résidences principales (en %)                           | 94,7   | 86,2            |
| Part des résidences secondaires et logements occasionnels (en %) | 0,7    | 6,9             |
| Part des logements vacants (en %)                                | 4,6    | 6,9             |
| Part des ménages propriétaires de leur logement (en %)           | 66,5   | 59,8            |

### Morphologie urbaine
Betton dispose d'un plan local d'urbanisme intercommunal approuvé par délibération du conseil métropolitain du 19 décembre 2019. Il divise l'espace des 43 communes de Rennes Métropole en zones urbaines, agricoles ou naturelles.

## Toponymie
Les formes anciennes attestées sont : Betonis (1138) et Bettonis (1152).
Betton dérive du nom de personne d'origine germanique betto,, issu de bet qui est une altération de berhaut qui signifie « renommé, célèbre » ou tient sans doute son origine du gallo-roman betudunum, qui signifie « le fort du bouleau » ou « la colline du bouleau ».
Son toponyme en gallo est Beton ou Béton.
Un premier nom en breton est créé par Théophile Jeusset en 1943 : Bezon. La forme bretonne actuelle proposée par l'Office public de la langue bretonne est Lanvezhon, ce toponyme n'étant pas historiquement attesté car Betton n'est pas situé dans la zone de pratique traditionnelle du breton.
Le gentilé est Bettonnais et Betonnaise.

## Histoire

### Préhistoire et Antiquité
Trois haches de pierres polies et quelques outils en silex attestent une présence néolithique (5000 à 2000 av. J.-C.) sur le territoire. Puis le site de Betton a été occupé à l'âge du fer par les Gaulois de la tribu des Riedones dont la capitale était Rennes. Les noms d'Evran et la Gravelle sont des souvenirs de ce premier peuplement celtique, vers 600 av. J.-C.
Après la soumission de l'Armorique vers 53 av. J.-C., la première tâche des Romains fut l'amélioration du réseau routier pour faciliter leur domination ; Betton est le point de rencontre de trois voies gallo-romaines importantes. À la même époque, les domaines gallo-romains se constituent autour de ces voies : la ferme de la Ville-Rouge (emploi de briques rouges), la Mézière et Rigné. Les Romains bâtissent les postes militaires de Châtelier. Ils occupent l'actuel village de la Touche où l'on a découvert un vase renfermant des monnaies des IIe et IIIe siècles.
Après l'écroulement de l'Empire romain, les bandes germaniques s'infiltrent massivement en Gaule au Ve siècle et arrivent dans la région. Les Francs colonisent en partie Betton, laissant au pays le nom d'un de leurs chefs : Betto. Ils y créent des établissements ruraux fortifiés : la Grande Cour, la cour Neuve, la cour du Maine.

### Moyen Âge
Betton est christianisé très tôt, vers 470, évangélisée par des missionnaires gallo-romains qui y bâtissent un très ancien monastère : monasterium Betonis. De ce monastère, l'école privée actuelle possède encore d'importants vestiges. Et le grand tableau d'Istres Contencin qui orne aujourd'hui le pourtour du chœur de l'église à droite et en arrière du maître-autel, relate ces souvenirs de l'origine bénédictine. On y voit saint Melaine, évêque de Rennes (505-530), venant visiter le monastère, bénissant une procession de moines qui vient à sa rencontre. Les moines jouissaient dans cette paroisse d'assez beaux revenus, mais malgré cela leur église tomba en ruines et aux XVe et XVIe siècles l'église paroissiale remplaça l'église priorale. Dans l'ancienne église, le seigneur de Betton faisait dire une messe chaque dimanche et abandonnait pour ce faire un droit de dîme : le « trait du luminaire ». La première église fut incendiée en 1590 pendant les guerres de la Ligue ; le culte en fut transféré dans la chapelle du prieuré de l'abbaye de Saint-Melaine, à quelques mètres au nord de l'église actuelle. Sur la maîtresse-vitre (XVe siècle) figurait la légende de saint Martin ; elle a été vendue en 1879 au musée de Cluny. Les soufflets supérieurs de ce vitrail sont actuellement exposés au musée de Bretagne. L'ensemble des vitraux restants ainsi que les fonts baptismaux doubles, sculptés et portant les armoiries  des Saint-Gilles, sont au musée de Cluny à Paris.
Puis Betton traverse les épidémies du XVIIIe siècle.

### Révolution française
La population de la commune est favorable aux changements apportés par la Révolution française, surtout après la fin de la Terreur. La principale fête révolutionnaire est celle célébrant l'anniversaire de l'exécution de Louis XVI, accompagnée d'un serment de haine à la royauté et à l'anarchie, fêtée à partir de 1795. La fondation de la Ire République est aussi fêtée tous les ans.

### LeXIXesiècle

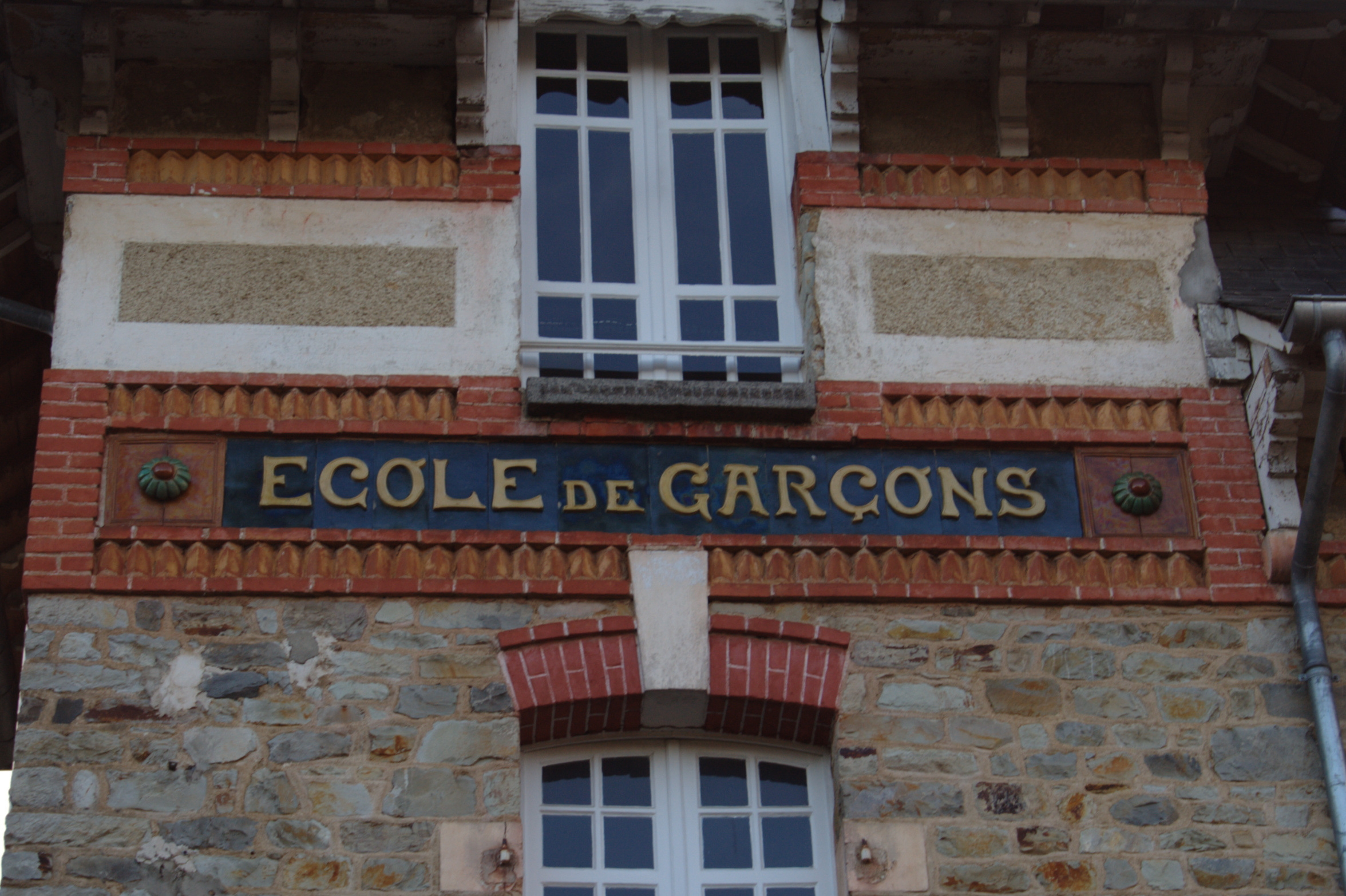
L'ancienne école de garçons.

Il faut attendre le creusement du canal d'Ille-et-Rance en 1832 et l'arrivée du chemin de fer en 1864 pour noter quelques changements dans le rythme rural.
En 1853, le jour de l'Ascension, le feu prit en forêt de Rennes dans le quartier dit de la Mine : «  le tocsin a sonné dans les communes de Liffré, Betton, Saint-Sulpice et Thorigné. Les curés de ces communes sont accourus à la tête de leurs paroissiens, avec un zèle admirable ». Plus de 20 hectares ont été brûlés.

### LeXXesiècle

#### L'après Seconde Guerre mondiale
À partir des années 1970, soumise à un développement urbanistique pavillonnaire, Betton voit sa population s'accroître très rapidement. À partir de 1990, la commune devient chef-lieu de canton.

## Héraldique et logotype

### Héraldique
| Blason de Betton | Blasonnement : D'or à la croix potencée alésée de sable, cantonnée de quatre mouchetures d'hermine du même. |

### Signification du logotype
| Logotype de la Ville de Betton | Logotype de la Ville de Betton : On y voit le Canal d'Ille-et-Rance encadré par les deux T de Betton. |

## Politique et administration

### Rattachements administratifs et électoraux

#### Circonscriptions de rattachement
Betton appartient à l'arrondissement de Rennes et au canton de Betton, dont elle est le chef-lieu depuis sa création en 1991. Le redécoupage cantonal de 2014 en a modifié sa composition, les communes de Cesson-Sévigné et de Chevaigné étant désormais rattachées au canton remanié.
Pour l'élection des députés, la commune fait partie de la deuxième circonscription d'Ille-et-Vilaine, représentée depuis juillet 2024 par Tristan Lahais (Génération.s). Sous la IIIe République, elle appartenait à la première circonscription de Rennes et de 1958 à 1986 à la 1re circonscription d'Ille-et-Vilaine (Rennes-Nord).

#### Intercommunalité
La commune appartient à Rennes Métropole depuis sa création le 9 juillet 1970. Betton faisait alors partie des 27 communes fondatrices du District urbain de l'agglomération rennaise qui a pris sa dénomination actuelle le 1er janvier 2000.
Betton fait aussi partie du Pays de Rennes.

#### Institutions judiciaires
Sur le plan des institutions judiciaires, la commune relève du tribunal judiciaire, du tribunal pour enfants, du conseil de prud'hommes, du tribunal de commerce, de la cour d'appel et du tribunal administratif de Rennes et de la cour administrative d'appel de Nantes.

### Administration municipale
Le nombre d'habitants au dernier recensement étant compris entre 10 000 et 19 999, le nombre de membres du conseil municipal est de 33.
Conseil municipal actuel
Les 33 sièges composant le conseil municipal ont été pourvus le 15 mars 2020 lors du premier tour de scrutin. Actuellement, il est réparti comme suit :

### Liste des maires
| Période                                  | Période      | Identité                 | Étiquette    | Qualité |
| ---------------------------------------- | ------------ | ------------------------ | ------------ | --- |
| ca. 1903                                 | ?            | M. Bruezière             |              | |
| décembre 1919                            | mai 1929     | M. Auffray               |              | |
| mai 1929                                 | mai 1935     | Francis Priour           |              | |
| mai 1935                                 | ?            | Louis Chauvel            |              | Cultivateur |
| Les données manquantes sont à compléter. |              |                          |              | |
| ca. 1950                                 | mars 1971    | Henri Pitois             |              | Médecin généraliste |
| mars 1971                                | mars 1983    | Jean-François Tourtelier | SE puis MRG, | Médecin biologiste, maire honoraire |
| mars 1983                                | 16 juin 1995 | Jean-Claude Heslot       | DVD          | Directeur programme logement social, maire honoraire |
| 16 juin 1995                             | 28 mai 2020  | Michel Gautier           | PS           | Conseiller technique Conseiller général puis départemental de Betton (2002 → 2021) 9e vice-président de Rennes Métropole (2008 → 2020) Suppléant de la députée Nathalie Appéré (2012 → 2017) |
| 28 mai 2020                              | En cours     | Laurence Besserve        | PS           | Agricultrice 2e vice-présidente de Rennes Métropole (2020 → ) |
| Les données manquantes sont à compléter. |              |                          |              | |

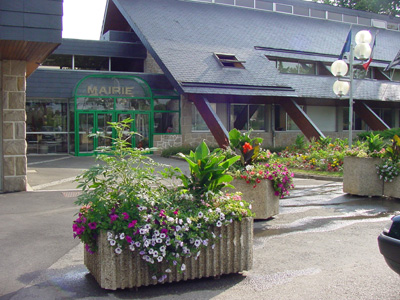
La mairie.

En mai 2020, Laurence Besserve devient la première femme maire de la commune. Elle est issue du Parti Socialiste.

### Jumelages
| Ville | Ville                 | Pays | Pays        | Période              |
| ----- | --------------------- | ---- | ----------- | -------------------- |
|       | Altenbeken            |      | Allemagne   | depuis octobre 1993  |
|       | Barberino di Mugello  |      | Italie      | depuis novembre 2004 |
|       | Grodzisk Wielkopolski |      | Pologne     | depuis juillet 2000  |
|       | Moretonhampstead      |      | Royaume-Uni | depuis avril 1975    |

L'association Comité de jumelage de Betton anime les relations amicales entre la commune et ses villes jumelles, et construit ainsi le développement des relations d'amitiés européennes.

## Démographie
L'évolution du nombre d'habitants est connue à travers les recensements de la population effectués dans la commune depuis 1793. Pour les communes de plus de 10 000 habitants les recensements ont lieu chaque année à la suite d'une enquête par sondage auprès d'un échantillon d'adresses représentant 8 % de leurs logements, contrairement aux autres communes qui ont un recensement réel tous les cinq ans,.
En 2022, la commune comptait 12 775 habitants, en évolution de +13,84 % par rapport à 2016 (Ille-et-Vilaine : +5,46 %, France hors Mayotte : +2,11 %).
| 1793  | 1800  | 1806  | 1821  | 1831  | 1836  | 1841  | 1846  | 1851  |
| ----- | ----- | ----- | ----- | ----- | ----- | ----- | ----- | ----- |
| 1 804 | 1 996 | 1 955 | 2 008 | 2 021 | 1 860 | 1 800 | 1 936 | 2 012 |

| 1856  | 1861  | 1866  | 1872  | 1876  | 1881  | 1886  | 1891  | 1896  |
| ----- | ----- | ----- | ----- | ----- | ----- | ----- | ----- | ----- |
| 2 022 | 2 008 | 2 037 | 2 038 | 2 145 | 2 106 | 2 123 | 2 184 | 2 161 |

| 1901  | 1906  | 1911  | 1921  | 1926  | 1931  | 1936  | 1946  | 1954  |
| ----- | ----- | ----- | ----- | ----- | ----- | ----- | ----- | ----- |
| 2 111 | 2 068 | 1 923 | 1 810 | 1 800 | 1 772 | 1 708 | 1 830 | 1 907 |

| 1962  | 1968  | 1975  | 1982  | 1990  | 1999  | 2006  | 2011   | 2016   |
| ----- | ----- | ----- | ----- | ----- | ----- | ----- | ------ | ------ |
| 2 048 | 2 475 | 4 870 | 5 907 | 7 013 | 8 547 | 9 103 | 10 085 | 11 222 |

| 2021   | 2022   | - | - | - | - | - | - | - |
| ------ | ------ | - | - | - | - | - | - | - |
| 12 695 | 12 775 | - | - | - | - | - | - | - |

## Économie
- La commune de Betton compte 4 533 actifs, pour un taux de chômage de 5,4 %.
- Tous les dimanches matin a lieu le marché qui compte plus de 110 étals de fruits et légumes, charcuterie, fromagerie, fleurs, vêtements…
- La commune de Betton bénéficie d'une vie associative notable : associations sportives, cinéma associatif, école de musique, comité de jumelage…

## Culture et patrimoine

### Lieux et monuments

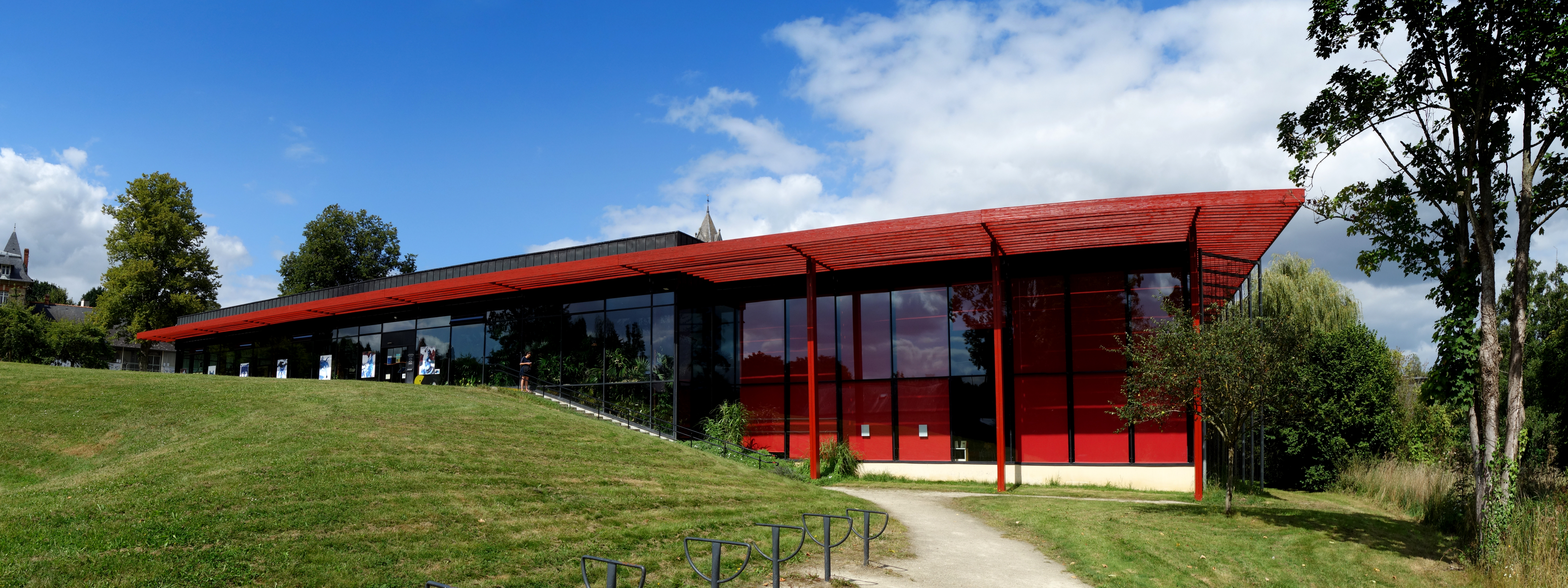
La médiathèque « Théodore Monod » à Betton (août 2021).

On ne trouve aucun monument historique protégé à Betton. Il y a cependant de nombreux bâtiments inventoriés : 195 selon la base Mérimée et 319 selon la base Glad.
L'église Saint-Martin, de style néo-roman, a été construite entre 1869 et 1874. En 1927, le clocher a été surélevé par Charles Coüasnon,.
La médiathèque Théodore Monod, inaugurée en septembre 2008, fait partie des trente-quatre bâtiments nommés des Totems, Grand prix National de la construction bois publique et collective.

### Établissements scolaires
La ville de Betton bénéficie de quatre groupes scolaires (maternelle/primaire) implantés sur la commune. Il y a trois écoles publiques et une école privée. La ville comporte un collège : Le collège François Truffaut. L'absence de lycée sur la commune implique de se rendre à Rennes pour les élèves. Le lycée Jean-Macé, à Rennes, est le lycée de secteur de la commune. Toutefois, il est à noter qu'un lycée privé se trouve à proximité immédiate de Betton. Il s'agit du lycée Jean-Paul II à Saint-Grégoire.

#### Incendie du collège François Truffaut
En 2008, le collège François Truffaut fait l'objet d'un incendie volontaire. Deux jeunes adolescents sont à l'origine de l'infraction. Ils reconnaîtront les faits. Ces derniers étaient d'anciens élèves du collège. Ce sont leur ADN, relevé sur plusieurs des quatre départs de feu, qui a permis de les confondre. Une importante partie du collège est brûlée. Les élèves sont affectés temporairement dans d'autres établissements. Cet événement reste dans les mémoires puisqu'il a profondément marqué les Bettonnais, la ville étant réputée pour sa tranquillité. Les collégiens ont été nombreux à témoigner du choc psychologique occasionné en constatant leur établissement en feu. Les travaux de rénovation prendront plusieurs années.

### Patrimoine naturel

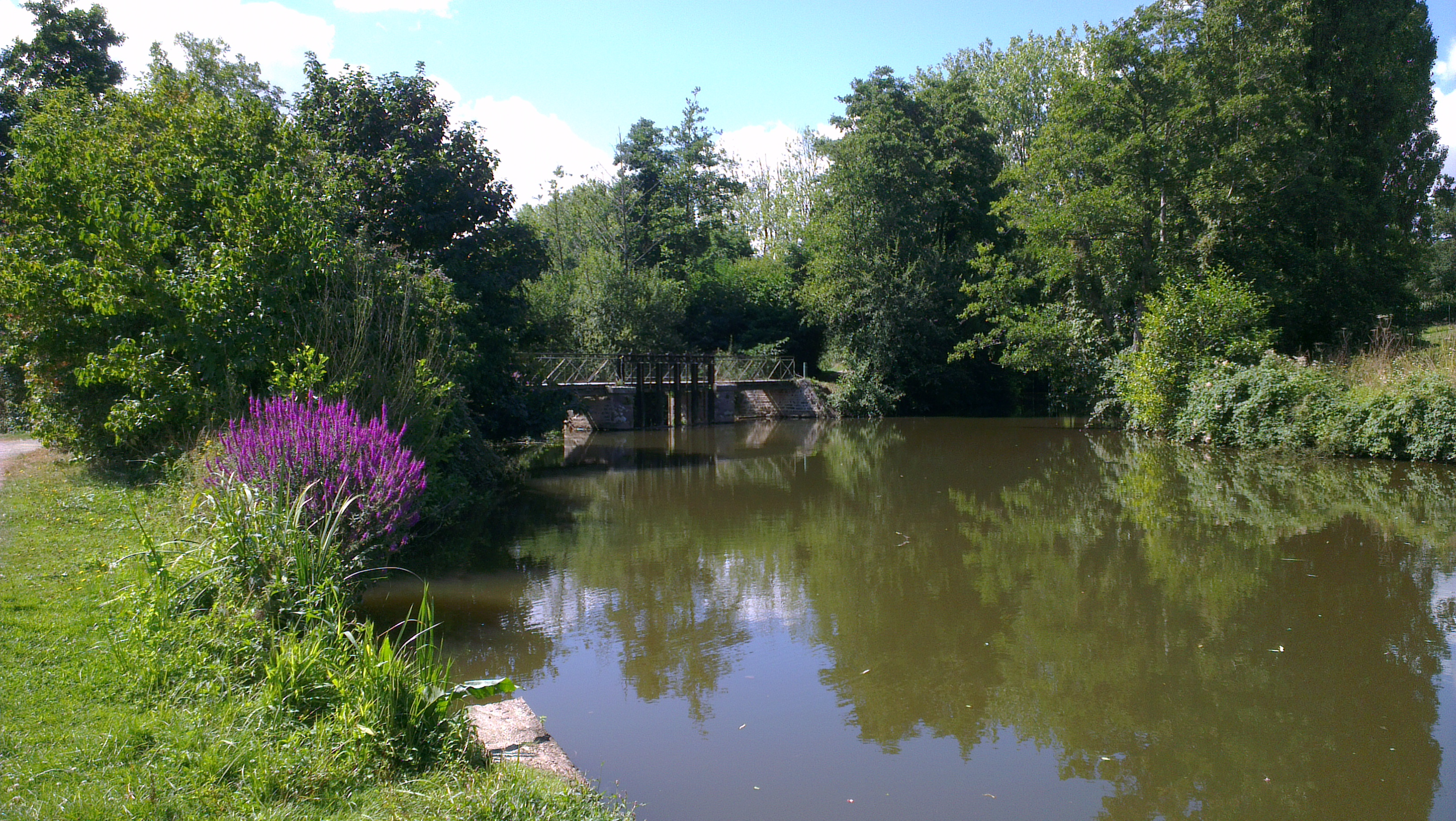
L'Illet : détail, à proximité du plan d'eau.

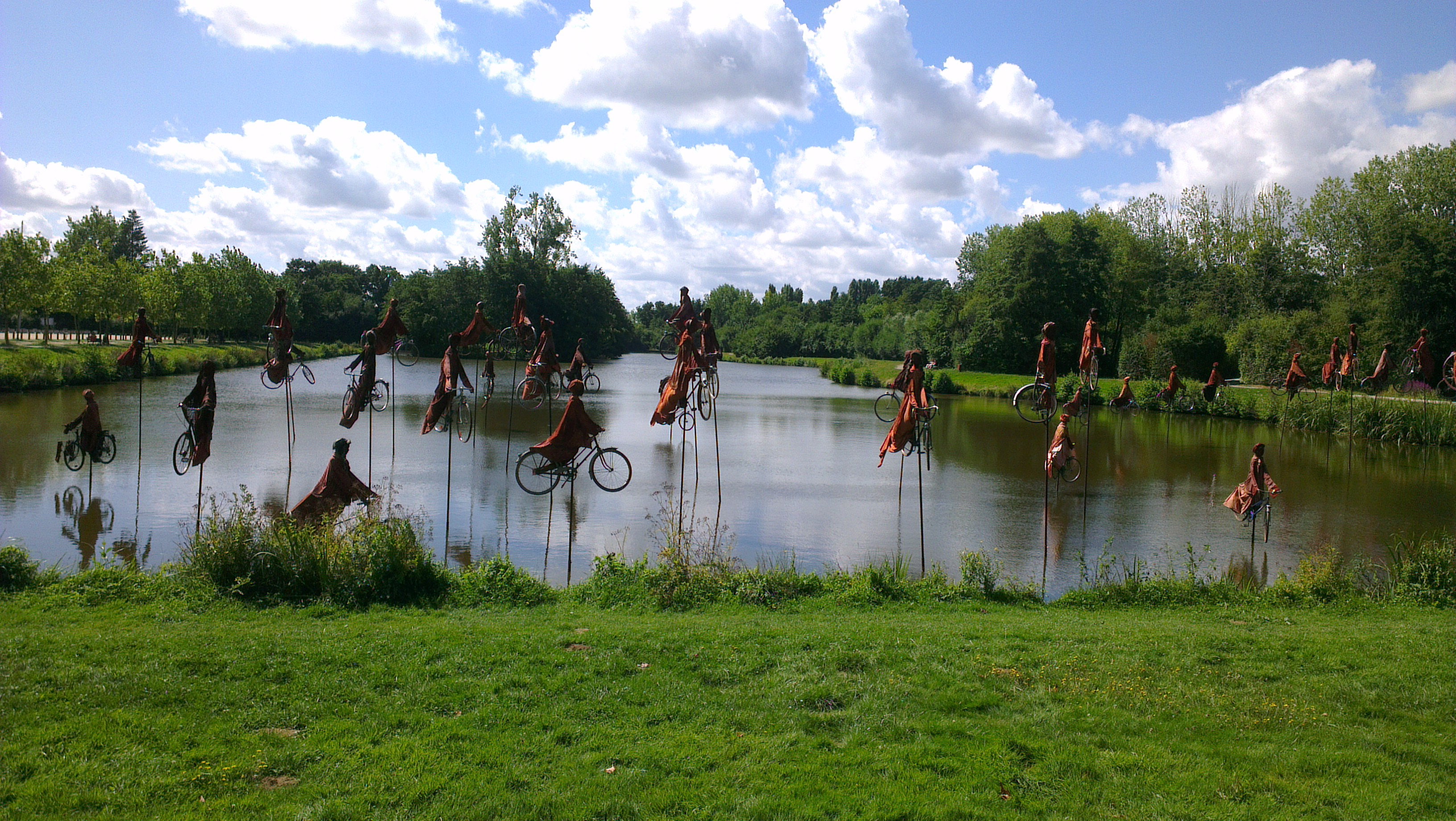
Le plan d'eau et l'exposition de Guy Lorgeret en août 2013.

Il n'y a aucune zone naturelle protégée sur la commune de Betton.
Le canal d'Ille-et-Rance est une des curiosités de la commune. Long de 85 km, il relie Rennes à Dinan et Saint-Malo. Commencée en 1804, la construction du canal s'est achevée en 1834. En 1838, 1 800 péniches l'utilisaient. Aujourd'hui, Betton reste une halte pour les bateaux de plaisance et les chemins de halage bordés d'écluses offrent des opportunités de promenade.
La commune est également traversée par l'Illet, cours d'eau peu profond qui se jette dans l'Ille.
Un plan d'eau a été aménagé sur la commune en 1994. Situé entre l'Ille et le canal, c'est un lieu de promenade dominicale où sont également organisées régulièrement des expositions et chaque année, au mois de septembre, le Triathlon de Betton.
Betton a été promue « Ville fleurie » avec trois fleurs.
L'association « Révéler et Partager le Patrimoine Bettonnais » est créée en décembre 2020. Elle vise à promouvoir la défense et la protection du patrimoine de la ville.

### Manifestations et festivités
La manifestation de course à pied Tout Betton court se déroule au mois de janvier.
Betton accueille également un triathlon chaque deuxième week-end de septembre (finale du championnat de France des clubs de division 2 et 3).
Le carnaval et le dimanche artistique ont lieu en juin, en alternance une année sur deux.
Une fois par an, courant novembre, Betton organise le salon du jouet.
Tous les deux ans, à la fin du mois de juin, se déroule le festival Bazar le jour, Biz'art la nuit. Il s'agit d'un festival artistique, se déroulant au bord du plan d'eau. Des concerts, spectacles, activités sportives et d'autres animations diverses sont au programme.
Depuis 2010, l'association Court en Betton organise un festival du court métrage. Ce festival présente la réalisation de film d'amateurs et de professionnels.
Betton accueille ponctuellement des nombreux autres événements : raid aventure, braderie jeunesse, expositions, journée des associations, concerts de l'Ostival, fest-noz…

### Personnalités liées à la commune

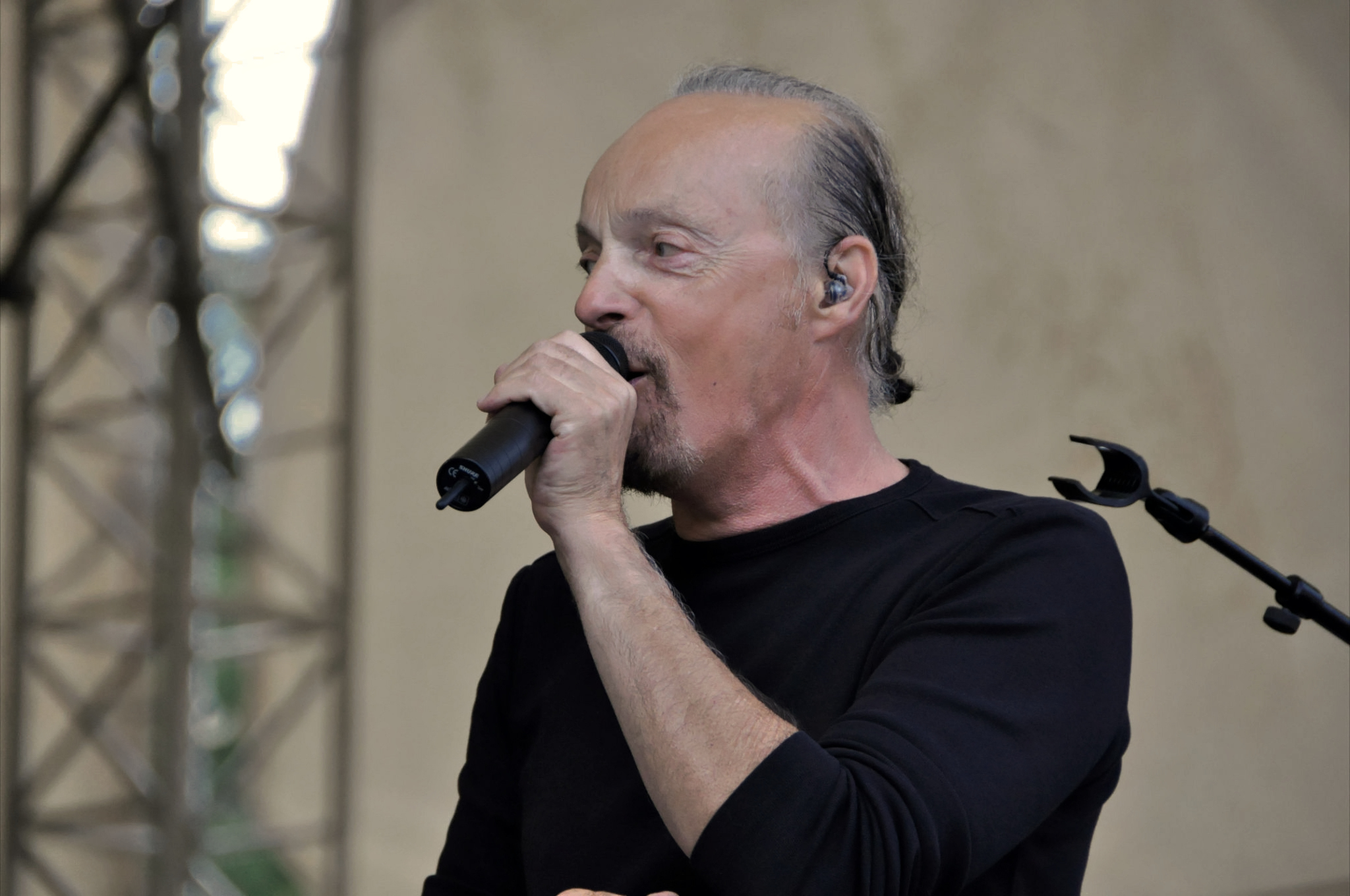
Alan Stivell à Gourin en 2010.

- Léontine Dolivet (1888-1974), née et morte à Betton, laïque chrétienne, catéchiste, dont la cause en béatification est ouverte depuis 2017.
- Simone Morand (1914-2001), ancienne directrice de l'écomusée de Montfort-sur-Meu qui a œuvré pour la sauvegarde de la culture gallèse (chansons, danses, costumes…).
- Alan Stivell (né en 1944), auteur-compositeur-interprète et musicien breton d'expression celtique, habite à Betton.
- Lætitia Blot (née en 1983), membre de l'équipe de France de judo, de lutte et de sambo, originaire de Betton.
- Vincent Lecrubier (né en 1986), kayakiste, membre de l'équipe de France de canoë kayak de course en ligne depuis 2003, ayant participé aux Jeux olympiques de Pékin en 2008.
- Maurice Trogoff (1934-2000), journaliste et écrivain, fondateur du Festival de l'Ille et du Comité de jumelage entre Betton et Moretonhampstead, a vécu 40 ans à Betton.
- Thom Gicquel (né en 1999), joueur de badminton français. Il passe son enfance à Betton et fait ses débuts au club sportif de la commune[47].
- Lucien Rose (1916-2004), résistant, député de Savoie et maire-adjoint de Rennes.